# Justice militaire en France
Ne doit pas être confondu avec Tribunal militaire aux armées (France).
En droit français, la justice militaire est rendue par des juridictions spécialisées, le plus souvent militaires, qui ont compétence pour juger les faits et actes commis par des militaires dans l'exercice de leurs fonctions, ou par des militaires assimilés (insurgés, révolutionnaires, espions).

## Histoire

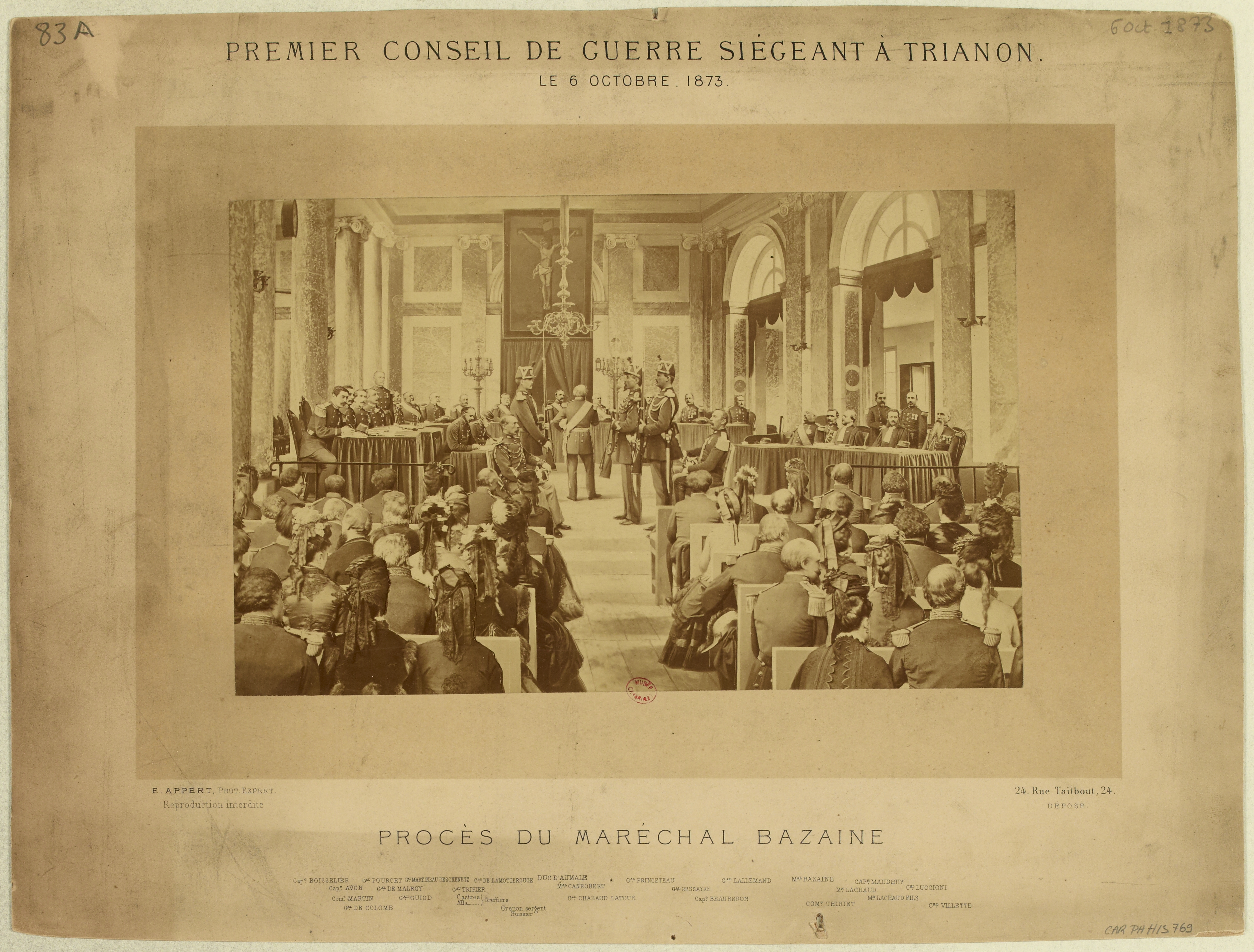
Jugement du général Bazaine, 6 octobre 1873.

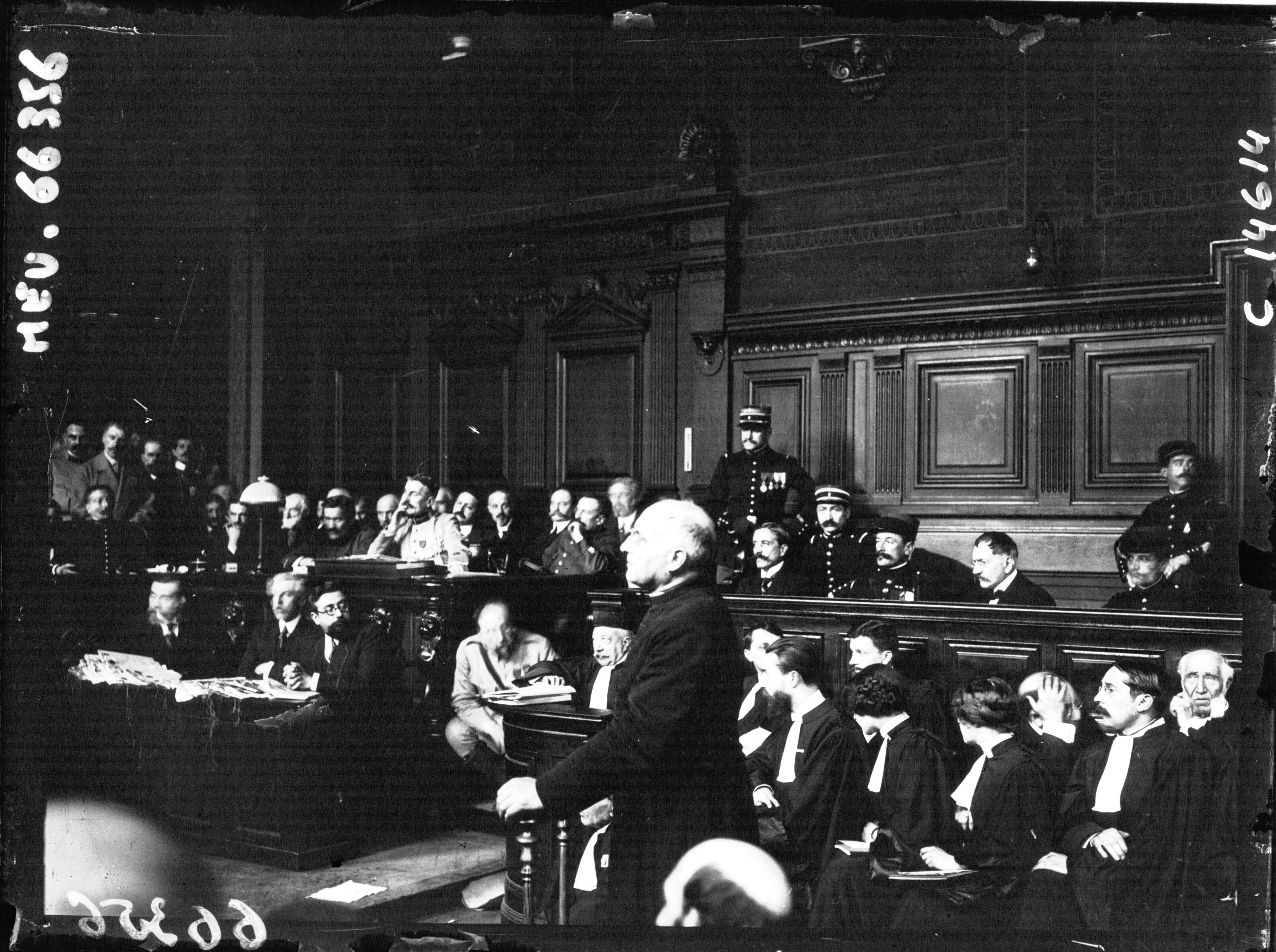
Conseil de guerre jugeant Bolo pacha.

L’année 1857 marque un tournant dans la pratique de la justice militaire. Le 9 juin 1857 est votée une loi qui met en place un nouveau code de justice militaire, qui va marquer de manière pérenne la justice militaire jusqu’à la promulgation d’une loi portée par Robert Badinter et promulguée le 21 juillet 1982, supprimant les tribunaux militaires en "temps de paix" ; ceci malgré les compléments et les modifications apportées par différentes lois entre 1857 et 1982 avec notamment la loi du 18 mai 1875 ou encore les dispositions votées en 1928 portant modification sur l’organisation de la justice militaire. La loi de 1857 s’inscrit dans une évolution de la conception de la justice, amorcée pendant la période révolutionnaire, qui tend à déterminer la compétence du juge en fonction de la nature du prévenu et non plus de l’infraction commise.
En effet ce mode de détermination des compétences d’une juridiction est l’un des deux grands principes, mis en place par le code de justice militaire du 9 juin 1857, et qui constituent dès lors la base de la pratique de la justice militaire. Le premier principe porte sur l’organisation de la justice militaire et sur la compétence des différentes juridictions. Le code prévoit qu’il y ait au sein de chaque capitale de région militaire (et au sein de chaque quartier général de Corps d’armée en temps de guerre) un conseil de guerre permanent, un conseil de révision ainsi que des tribunaux prévôtaux établis aux armées dès que l'armée opérait sur le territoire étranger,. Dès lors, la compétence de ces tribunaux militaires repose sur un principe simple : « Tout individu appartenant à l'armée en vertu, soit de la loi du recrutement, soit d'un brevet ou d'une commission, est justiciable des conseils de guerre permanents dans les circonscriptions territoriales en état de paix » (article 55). En d’autres termes, et sauf exception, tout militaire est justiciable devant le conseil de guerre et par extension devant les conseils de révision et autres tribunaux prévôtaux. Le second principe est celui de la réciprocité de l’application des règles de la justice militaire en temps de paix et en temps de guerre, sans que cette réciprocité ne s’applique pour les peines. Ainsi les infractions sont les mêmes peu importe la période mais durant les périodes de guerre les peines sont plus lourdes et les procédures réduites. « On tend ainsi à la mise sur pied d'une répression rapide et exemplaire de toutes les infractions militaires »,, la célérité de la justice militaire étant intiment liée à l’idée de dissuasion et d’intimidation des soldats, dans le but de prévenir les infractions, comme l’expose en 1857 le rapporteur du Code de justice militaire auprès du Corps législatif, Jacques Langlais.
Le code de justice militaire est un moyen d’autonomie, en effet la justice militaire est indépendante de la justice civile. Consentie à l’armée par le pouvoir politique (impérial, puis républicain), le code de 1857 est un outil au service de la discipline et est un moyen d’assurer, pour l’institution militaire, son ordre intérieur selon ses intérêts et en fonction de la situation. Jean-François Tanguy résume ainsi la pensée du législateur : « À tous points de vue, le législateur avait visiblement considéré que les exigences d'ordre et de discipline importaient davantage que le respect de la liberté individuelle dans la répression des infractions commises par les militaires. Même en temps de paix ».
Il faut distinguer deux temps lorsque l’on parle de justice militaire le « temps de paix » et le « temps de guerre ». Le code de justice militaire de 1857 définit l’organisation de la justice militaire comme suit : en « temps de paix » l’organisation de la justice militaire est géographique, au sein chaque capitale de région militaire siège un tribunal militaire permanent appelé conseil de guerre. En « temps de guerre » si l’organisation géographique est maintenue à l’intérieur du territoire (les conseils de guerre des différentes régions militaires ont continué de fonctionner durant la Première Guerre mondiale), des conseils de guerre ad hoc sont créés, au sein de chaque corps d’armée, suivant les unités en campagne. À cause du caractère particulier du temps de guerre et de la nécessité d’une discipline renforcée les conseils de guerre ont une composition réduite avec cinq juges (et non sept comme en temps de paix) et une procédure plus rapide, la présentation d’un prévenu pouvant se faire dans les vingt-quatre heures. S’ajoute à cela, pour les armées stationnées à l’extérieur du territoire national, la mise en place de tribunaux prévôtaux, qui ont à statuer sur les affaires de moindre importance.

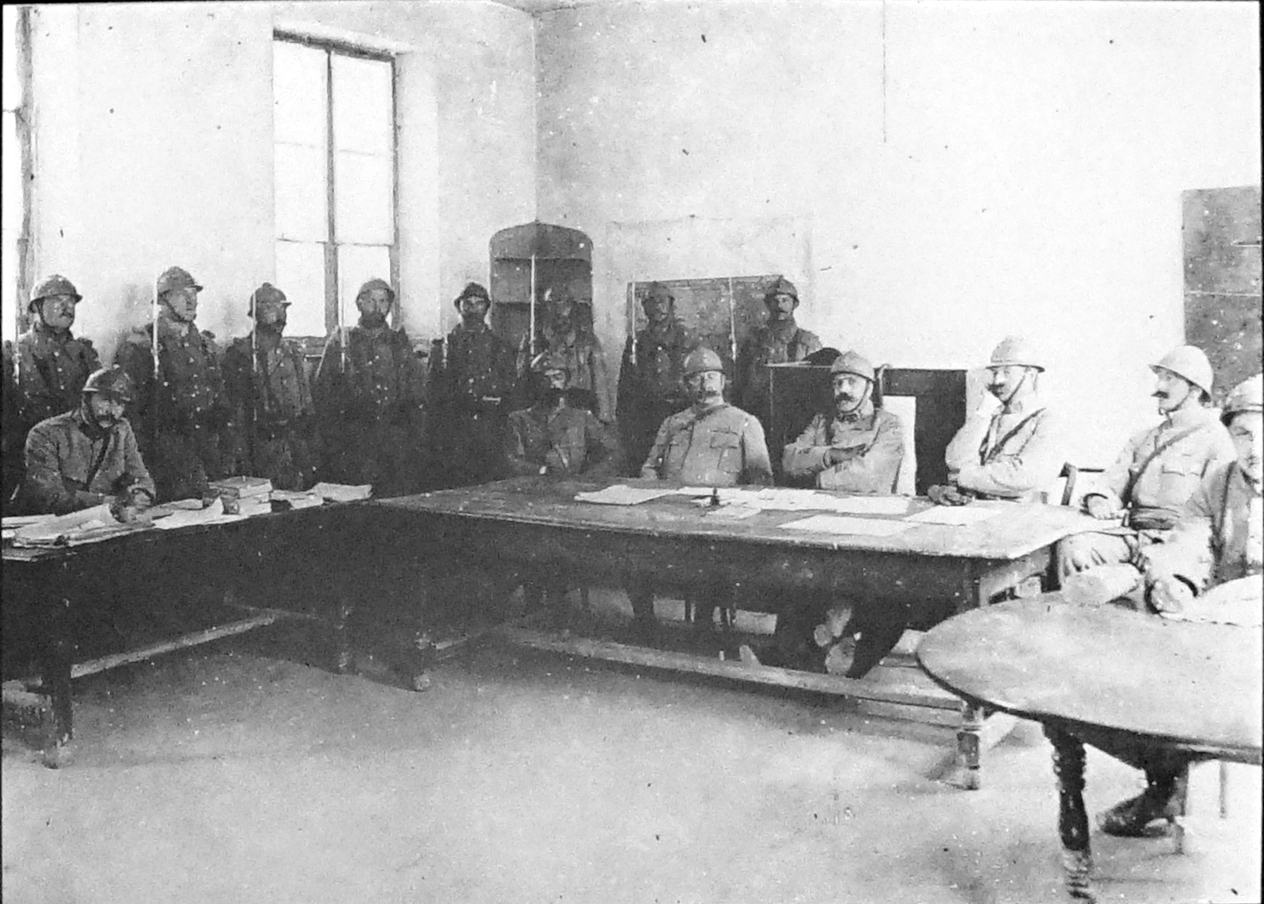
Un conseil de guerre en mai 1916 à Moiremont.

Durant le début de la IIIe République, jusqu’à la veille du premier conflit mondial, la justice militaire, sa conception et même son existence sont remises en question. L’affaire Dreyfus constitue un point clé de cette réflexion sur la justice militaire. À partir de 1898, les projets de loi relatifs à la justice militaire et au conseil de guerre se succèdent (21 projets de loi sont débattus entre 1898 et 1909). On reproche alors à la justice militaire la sévérité de ses peines, son autonomie et le fait d’être une justice d’exception, son manque d’impartialité et de professionnalisme, mais surtout d’être une justice dirigée contre les militaires du rang avant tout, avec un conseil militaire composé d’aucun soldat, mais uniquement par des officiers et des sous-officiers et une application différenciée des peines en faveur des officiers, Odile Roynette parle à cet égard d’une sévérité « inversement proportionnelle à la position hiérarchique de l’homme concerné » par une condamnation. De plus l’initiative des poursuites qui revient au général de corps d’armée est elle aussi remise en cause. En effet c’est le général commandant le corps d’armée qui décide, à la suite du dépôt de plainte, s’il est nécessaire de pousser, ou non, les investigations par un ordre d’informer. L’instruction finie, il décide de la mise en accusation ou de l’ordonnance d’un non-lieu. Le rôle disproportionné du général à la tête du corps d’armée dans l’engagement des poursuites (compétence qui vient se rajouter aux nombreuses autres qu’il doit exercer de par son statut), au détriment du rapporteur qui conduit l’instruction (mais qui ne décide pas des suites à donner à l’affaire, contrairement au juge d’instruction dans la justice civile), est de plus en plus remis en cause.
— « Les martyrs du militarisme », Le Parti ouvrier, 15 novembre 1893, cité par Michel Winock, « Socialisme et patriotisme en France (1891-1894) », Revue d’histoire moderne et contemporaine, juillet-septembre 1973, p. 387.
Malgré des lois allant dans le sens d’un adoucissement de la justice militaire avec : une loi du 15 juin 1899 permettant l’instruction contradictoire pour les militaires, qui permet aux avocats de la défense de prendre connaissance du dossier d’instruction, dès le début de celle-ci ; une loi du 2 avril 1901 autorisant la déduction de la détention préventive de la durée de la peine prononcée par le conseil de guerre ; la suppression des conseils de révision et le transfèrement de leurs compétences à la Cour de cassation ; une loi du 19 juillet 1901 permet aux militaires de bénéficier de circonstances atténuantes pour l’ensemble des crimes et délits du code de justice militaire ; et une loi de juin 1904 qui introduit dans l’arsenal des peines de la justice militaire le sursis à l’emprisonnement.

« Mais l'armée étant une administration comme l'agriculture, les finances ou l'instruction publique, on ne conçoit pas qu'il existe une justice militaire quand il n'existe ni justice agricole, ni justice financière, ni justice universitaire. Toute justice particulière est en opposition avec les principes du droit moderne. Les prévôtés militaires paraîtront à nos descendants aussi gothiques et barbares que nous paraissent à nous les justices seigneuriales et les officialités. »

— L'Anneau d'améthyste, Anatole France, 1899
Le Haut Tribunal militaire, créé pendant la guerre d'Algérie par décision du président de la République française en date du 27 avril 1961, en est un exemple.
Cependant la crispation autour de la défense du territoire et la montée des tensions avec les empires centraux met un terme à ce mouvement qui ne reprendra qu’après guerre et n’aboutira qu’en 1982 avec la loi no 82-261 du 21 juillet 1982, portée par Jean Gatel et Robert Badinter, supprimant le tribunal permanent des forces armées en temps de paix, concrétisant une revendication de la gauche s'opposant à une juridiction d'exception,,.
Les archives de la justice militaire sont stockées à Le Blanc.

## XXIesiècle
En France, les juridictions de droit commun spécialisées en matière militaire sont compétentes pour le jugement des crimes et des délits commis en temps de paix sur le territoire de la République par des militaires. Depuis la suppression du tribunal aux armées de Paris en 2012, les juridictions de droit commun spécialisées en matière militaire ayant leur siège à Paris sont également compétentes pour le jugement des crimes, délits et contraventions commis en temps de paix hors du territoire par les membres des forces armées françaises ou à l’encontre de celles-ci. En temps de guerre, le ressort des tribunaux territoriaux des forces armées s’étend sur le territoire, ou ses parties. Des tribunaux militaires peuvent être établis aux armées lorsque ces dernières stationnent ou opèrent hors du territoire.
Les infractions de droit commun commises par des militaires de la gendarmerie dans l’exercice de leurs fonctions de police judiciaire ou de police administrative ne sont pas du ressort des juridictions spécialisées. Celles-ci restent néanmoins compétentes pour les infractions commises dans le service du maintien de l’ordre. C’est la raison pour laquelle, à la suite de la mort du militant écologiste Rémi Fraisse, à Sivens, le procureur d’Albi s’est dessaisi au profit de son collègue de Toulouse, là où se trouve la juridiction spécialisée en matière de justice pénale militaire.